# 17 de agosto nos Jogos Olímpicos de Verão de 2008
17 de agosto foi o décimo primeiro dia de competições dos Jogos Olímpicos de Verão de 2008. Neste dia foram disputadas competições de vinte e dois esportes.

## Esportes
| - Atletismo - Badminton - Basquetebol - Boxe - Ciclismo - Esgrima - Ginástica - Halterofilismo - Handebol - Hipismo - Hóquei sobre a grama | - Lutas - Natação - Pólo aquático - Remo - Saltos ornamentais - Softbol - Tênis - Tênis de mesa - Tiro - Vela - Voleibol |

## Destaques do dia

### Atletismo
- Maratona feminina: a romena Constantina Tomescu vence a corrida mais longa do programa olímpico.[1]

- 10.000m masculino: domínio etíope no pódio da prova mais longa disputada na pista do Estádio Olímpico, com a vitória de Kenenisa Bekele e a prata de Sileshi Sihine. O bronze fica com o queniano Micah Kogo.[2]

- 100m feminino: um pódio completamente jamaicano, com um ouro e duas pratas. Assim termina a prova que consagra Shelly-Ann Fraser como a mulher mais rápida do mundo. Sherone Simpson e Kerron Steward empatam em segundo lugar e receberão medalhas de prata. O lugar do bronze no pódio fica vazio.[3]

### Badminton
Após o encerramento das competições de badminton, a China se consagra com oito medalhas, sendo três de ouro, contra três da Coréia do Sul e da Indonésia e uma da Malásia. A dupla masculina Markis Kido e Hendra Setiawan, da Indonésia, foi a única a vencer a China numa final.

### Ginástica artística
No primeiro dia de finais por aparelhos, a China conquista mais dois ouros (no Cavalo com alças, com Xiao Qin, e no Solo masculino, com Zou Kai). Nas outras finais, ouro para a Romênia no Solo feminino, com Sandra Izbasa, e para a Coréia do Norte no Salto feminino, com Hong Un Jong.

### Natação
- 4x100m medley masculino: a equipe estadunidense conquista a prova e baixa o recorde mundial em mais de um segundo. Foi a oitava medalha de ouro de Michael Phelps, que se tornou o maior campeão olímpico da história.[9]

- 1.500m livre masculino: na prova mais longa da natação, o tunisiano Oussama Mellouli conquista o ouro, vencendo o recordista mundial Grant Hackett, da Austrália.[10]

- 4x100m medley feminino: a equipe australiana quebra o recorde mundial da prova e domina as provas femininas nos Jogos.[11]

- 50m livre feminino: a alemã Britta Steffen vence e quebra o recorde olímpico da prova. A estadunidense Dara Torres, de 41 anos, ficou com a prata. Em terceiro, a australiana Cate Campbell, de apenas 16 anos.[12]

### Remo
No segundo e último dia de finais do Remo, o Canadá conquista a prova do Oito com masculino, a mais rápida do esporte.

### Tênis
- Simples masculino: o espanhol Rafael Nadal, novo número um do mundo, vence Fernando Gonzalez, do Chile e conquista o ouro do torneio.[14]

- Simples feminino: um pódio completamente russo: Elena Dementieva fica com o ouro, Dinara Safina com a prata e Vera Zvonareva com o bronze.[15]

- Duplas femininas: as irmãs estadunidenses Venus e Serena Williams conquistam o ouro em pouco mais de uma hora de partida contra Anabel Medina Garrigues e Virginia Ruano Pascoal, da Espanha.[16]

### China
Ainda faltando sete dias e 136 finais, a China iguala o número de medalhas de ouro conquistadas pelos Estados Unidos nos Jogos de Atenas, em 2004. A vantagem para os Estados Unidos é de dezesseis ouros, mesmo que, no total de medalhas, a China esteja com quatro a menos.

## Campeões do dia
| Modalidade         | Evento                           | Atleta(s) | País                | Recorde | Ref.   |
| ------------------ | -------------------------------- | --- | ------------------- | ------- | ------ |
| Atletismo          | 10.000m masculino                | Kenenisa Bekele | ETH Etiópia         | OR      | [ 18 ] |
| Atletismo          | Arremesso de martelo masculino   | Primož Kozmus | SLO Eslovênia       |         | [ 19 ] |
| Atletismo          | 100m feminino                    | Shelly-Ann Fraser | JAM Jamaica         |         | [ 20 ] |
| Atletismo          | 3.000m com obstáculos feminino   | Gulnara Galkina-Samitova | RUS Rússia          | WR      | [ 21 ] |
| Atletismo          | Maratona feminina                | Constantina Diṭă-Tomescu | ROU Romênia         |         | [ 22 ] |
| Atletismo          | Salto triplo feminino            | Françoise Mbango Etone | CMR Camarões        | OR      | [ 23 ] |
| Badminton          | Simples masculino                | Lin Dan | CHN China           |         | [ 24 ] |
| Badminton          | Duplas mistas                    | Lee Yong-dae e Lee Hyo-jung | KOR Coreia do Sul   |         | [ 25 ] |
| Ciclismo           | Perseguição individual feminino  | Rebecca Romero | GBR Grã-Bretanha    |         | [ 26 ] |
| Saltos ornamentais | Trampolim 3m individual feminino | Guo Jingjing | CHN China           |         |        |
| Esgrima            | Sabre por equipes masculino      | Nicolas Lopez, Julien Pillet, Boris Sanson                                                                                            | FRA França          |         | [ 27 ] |
| Ginástica          | Solo masculino                   | Zou Kai | CHN China           |         | [ 28 ] |
| Ginástica          | Cavalo com alças masculino       | Xiao Qin | CHN China           |         | [ 29 ] |
| Ginástica          | Solo feminino                    | Sandra Izbaşa | ROU Romênia         |         | [ 30 ] |
| Ginástica          | Salto sobre a mesa feminino      | Hong Un Jong | PRK Coreia do Norte |         | [ 31 ] |
| Remo               | Skiff duplo leve masculino       | Zac Purchase e Mark Hunter | GBR Grã-Bretanha    |         | [ 32 ] |
| Remo               | Quatro sem leve masculino        | Thomas Ebert, Morten Joergensen, Mads Andersen, Eskild Ebbesen                                                                        | DEN Dinamarca       |         | [ 33 ] |
| Remo               | Skiff quádruplo masculino        | Konrad Wasielewski, Marek Kolbowicz, Michał Jeliński, Adam Korol                                                                      | POL Polônia         |         | [ 34 ] |
| Remo               | Oito com masculino               | Kevin Light, Ben Rutledge, Andrew Byrnes, Jake Wetzel, Malcolm Howard, Dominic Sieterle, Adam Kreek, Kyle Hamilton, Brian Price       | CAN Canadá          |         | [ 35 ] |
| Remo               | Skiff duplo leve feminino        | Kirsten van der Kolk e Marit van Eupen                                                                                                | NED Países Baixos   |         | [ 36 ] |
| Remo               | Skiff quádruplo feminino         | Tang Bin, Xi Aihua, Jin Ziwei, Zhang Yangyang                                                                                         | CHN China           |         | [ 37 ] |
| Remo               | Oito com feminino                | Erin Cafaro, Lindsay Shoop, Anna Goodale, Elle Logan, Anna Cummins, Susan Francia, Caroline Lind, Caryn Davies, Mary Whipple          | USA Estados Unidos  |         | [ 38 ] |
| Vela               | Finn                             | Ben Ainslie | GBR Grã-Bretanha    |         | [ 39 ] |
| Vela               | Yngling feminino                 | Sarah Ayton, Sarah Webb, Pippa Wilson                                                                                                 | GBR Grã-Bretanha    |         | [ 40 ] |
| Vela               | 49er                             | Jonas Warrer e Martin Kirketerp Ibsen                                                                                                 | DEN Dinamarca       |         | [ 41 ] |
| Tiro               | Carabina três posições masculino | Qiu Jian | CHN China           |         | [ 42 ] |
| Natação            | 1500m livre masculino            | Oussama Mellouli | TUN Tunísia         |         | [ 43 ] |
| Natação            | 4x100m medley masculino          | Aaron Peirsol, Brendan Hansen Michael Phelps, Jason Lezak Eliminatórias: Matt Grevers, Mark Gangloff, Ian Crocker, Garrett Weber-Gale | USA Estados Unidos  | WR      | [ 44 ] |
| Natação            | 50m livre feminino               | Britta Steffen | GER Alemanha        | OR      | [ 45 ] |
| Natação            | 4x100m medley feminino           | Emily Seebohm, Leisel Jones, Jessicah Schipper, Lisbeth Trickett Eliminatórias: Tarnee White, Felicity Galvez, Shayne Reese           | AUS Austrália       | WR      | [ 46 ] |
| Tênis de mesa      | Equipes femininas                | Guo Yue, Zhang Yining, Wang Nan | CHN China           |         | [ 47 ] |
| Tênis              | Simples masculino                | Rafael Nadal | ESP Espanha         |         |        |
| Tênis              | Simples feminino                 | Elena Dementieva | RUS Rússia          |         | [ 48 ] |
| Tênis              | Duplas femininas                 | Venus Williams e Serena Williams | USA Estados Unidos  |         | [ 49 ] |
| Halterofilismo     | Até 94 kg masculino              | Ilya Ilin | KAZ Cazaquistão     |         | [ 50 ] |
| Lutas              | Livre até 63 kg feminino         | Kaori Icho | JPN Japão           |         | [ 51 ] |
| Lutas              | Livre até 72 kg feminino         | Wang Jiao | CHN China           |         | [ 52 ] |

## Líderes do quadro de medalhas ao final do dia 17
| Ordem | País               | Medalha de ouro | Medalha de prata | Medalha de bronze |    |
| ----- | ------------------ | --------------- | ---------------- | ----------------- | -- |
| 1     | CHN China          | 35              | 13               | 13                | 61 |
| 2     | USA Estados Unidos | 19              | 21               | 25                | 65 |
| 3     | GBR Grã-Bretanha   | 11              | 6                | 8                 | 25 |
| 4     | GER Alemanha       | 9               | 6                | 7                 | 22 |
| 5     | AUS Austrália      | 8               | 10               | 11                | 29 |